# Юденко Іван Савелійович
Іва́н Саве́лійович Юденко (* 1940) — український художник, заслужений діяч мистецтв України (1992), член спілки художників СРСР.

## З життєпису
Народився 1940 року в селі Пироговичі (Іванківський район, Київська область).
Закінчив Київський художній інститут.
Творить тематичні картини, був у складі спілки художників СРСР.
Від 1992 року — заслужений діяч мистецтв України.
Живе та працює в місті Київ.